# 雅庫廷加 (南里奧格蘭德州)
27°43′44″S 52°32′06″W / 27.72889°S 52.53500°W

雅庫廷加（葡萄牙語：Jacutinga）是巴西的城鎮，位於該國南部，由南里奧格蘭德州負責管轄，始建於1964年6月1日，面積179平方公里，海拔高度650米，2010年人口3,630，人口密度每平方公里20.25人。